# Seasidefestivalen
Seasidefestivalen är en musikfestival i Falun där lokala band får chansen att uppträda inför en bred publik. Den lockar cirka 3-4 000 besökare årligen.

## Historik
2003 tog två gymnasiestudenter kontakt med studieförbundet Studiefrämjandet och ville ha hjälp med att genomföra en gratisfestival där de skulle fungera som projektledare. Festivalens syfte var att låta unga artister från Dalarna komma ut och spela tillsammans med mer väletablerade artister. Första året blev en succé med över 3 500 besökande. Mellan 150 och 200 ungdomar har spelat varje år. För många av dem är Seaside ett tillfälle att nå ut med sin musik samt en läroprocess i deras karriär.
2009 fick Sabaton Faluns kulturpris på 20 000 kr som man skänkte till festivalen.
2011 tog festivalen en paus för att bygga upp organisationen och skapa stabilitet på längre sikt.
2012 startade man ett samarbete med Dalarnas museum för att samla in pengar till gitarrutställningen med gitarrer av märket Hagström.
2013 flyttade man festivalområdet till Magasinet.

## Tidigare artister
- Sabaton
- Itchy Daze
- In Mourning
- Dökött
- Mimikry
- Flat Foot
- Elda med höns
- Stiko Per Larsson
- The Tallest Man on Earth